# شیرائوی، هوکایدو
شیرائوی، هوکایدو (به لاتین: Shiraoi, Hokkaido) یک منطقهٔ مسکونی در ژاپن است که در Iburi Subprefecture واقع شده‌است. شیرائوی ۲۰٬۹۹۸ نفر جمعیت دارد.